# Acanthodelta lunulata
Acanthodelta lunulata là một loài bướm đêm trong họ Noctuidae.